# Formel 3000 2002
Formel 3000-säsongen 2002 kördes över tolv omgångar och vanns av fransmannen Sébastien Bourdais.
Tjecken Tomas Enge var egentligen mästare men han åkte fast i ett drogtest för cannabis men hävdade att han fått det i sig genom passiv rökning på en nattklubb. 
FIA accepterade dock inte hans förklaring och berövade Enge hans seger i Ungern.
Detta medförde att mästartiteln istället gick till Bourdais.

## Delsegrare
| Datum        | Bana              | Vinnare            |
| ------------ | ----------------- | ------------------ |
| 30 mars      | Interlagos        | Rodrigo Sperafico  |
| 13 april     | Imola             | Sébastien Bourdais |
| 27 april     | Catalunya         | Giorgio Pantano    |
| 11 maj       | A1-Ring           | Tomas Enge         |
| 25 maj       | Monaco            | Sébastien Bourdais |
| 22 juni      | Nürburgring       | Sébastien Bourdais |
| 6 juli       | Silverstone       | Tomas Enge         |
| 20 juli      | Magny-Cours       | Tomas Enge         |
| 27 juli      | Hockenheimring    | Giorgio Pantano    |
| 17 augusti   | Hungaroring       | Enrico Toccacelo   |
| 31 augusti   | Spa-Francorchamps | Sébastien Bourdais |
| 14 september | Monza             | Björn Wirdheim     |

## Slutställning
| Placring | Förare             | Poäng |
| -------- | ------------------ | ----- |
| 1        | Sébastien Bourdais | 56    |
| 2        | Giorgio Pantano    | 54    |
| 3        | Tomas Enge         | 50    |
| 4        | Björn Wirdheim     | 29    |
| 5        | Ricardo Sperafico  | 22    |
| 6        | Rodrigo Sperafico  | 20    |